# 사토 하루오 (소설가)

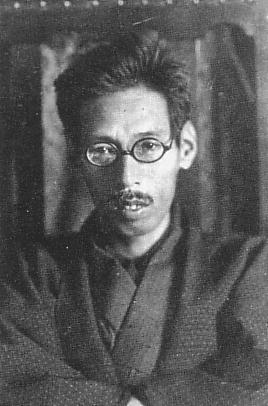

사토 하루오(佐藤春夫, 1892년 4월 9일 ~ 1964년 5월 6일)는 일본의 소설가이자 시인이다. 일본의 다이쇼 시대와 쇼와 시대에 활동하였다. 그의 작품들은 우울감을 탐구한 것으로 알려져 있다. 요미우리상 4등을 수상했다.

## 선별 작품
- 스페인 개의 집(西班牙犬の家)
- 전원의 우울(田園の憂鬱)